# إليز كرومبيز
إليز كرومبيز (من مواليد 24 يوليو 1982 في موسكرون ، بلجيكا) غلرضة أزياء بلجيكية.

## الروابط الخارجية
- إليز كرومبيز على موقع IMDb (الإنجليزية)
- إليز كرومبيز على موقع دليل عارضات الأزياء (الإنجليزية)

- Style.com Gallery
- ELLE TV Interview